# Analýza hlavních komponent
Analýza hlavních komponent (Principal Component Analysis, PCA) je v teorii signálu transformace sloužící k dekorelaci dat. Často se používá ke snížení dimenze dat s co nejmenší ztrátou informace. PCA je možno najít také jako Karhunen-Loèveho transformaci, Hotellingovu transformaci, nebo jako singulární rozklad (SVD; v lineární algebře).
Z následujícího vzorce je vidět, že PCA je jen přepsáním vstupu do jiné souřadné soustavy:
{\displaystyle Y=XP}
kde X je centrovaná matice n x d se vstupními d-rozměrnými daty v n řádcích, Y obdobná matice výstupních dat,
P je d x d matice vlastních vektorů kovarianční matice {\displaystyle C_{X}} splňující vztah {\displaystyle C_{X}=P\Lambda P^{T}}, kde {\displaystyle \Lambda } je diagonální matice obsahující na diagonále vlastní čísla {\displaystyle C_{X}} a matice vlastních vektorů {\displaystyle P} je ortonormální, tj. {\displaystyle P^{T}P=I_{d}}, kde
{\displaystyle I_{d}} je jednotková matice dimenze {\displaystyle d}.
Vlastní vektory (sloupce matice P) tvoří onu novou souřadnou soustavu.
Centrování matice X dosáhneme odečtením příslušného výběrového průměru od každého sloupce.

## Odvození
Matice Y je zřejmě také centrovaná, tj. aritmetický průměr každého jejího sloupce je 0.
Spočítáme, jak musí vypadat kovarianční matice nových dat Y:
{\displaystyle C_{Y}=E(Y^{T}Y)=E[(XP)^{T}(XP)]=E(P^{T}X^{T}XP)=P^{T}E(X^{T}X)P=P^{T}C_{X}P=P^{T}P\Lambda P^{T}P=\Lambda .}
Vzhledem k tomu, že matice {\displaystyle \Lambda } je diagonální,
{\displaystyle C_{Y}=\Lambda =\left({\begin{matrix}\lambda _{1}&&\\&\ddots &\\&&\lambda _{d}\\\end{matrix}}\right),}
vidíme, že sloupce matice Y jsou nekorelované a výběrový rozptyl každého sloupce se rovná příslušnému vlastnímu číslu.

## Použití
Seřadíme-li vlastní vektory v P podle velikosti vlastních čísel {\displaystyle \lambda _{i}}, budeme
dostávat složky v Y setříděné podle rozptylu. Pokud chceme snížit dimenzi dat,
stačí z Y vzít jen tolik prvních složek kolik uznáme za vhodné. Vybírání
komponenty s největším rozptylem nemusí být vždy nejlepší. Například pokud
máme rozpoznávat třídy, které se liší právě ve složkách s malým rozptylem, které
tímto postupem zahodíme.

### Rozpoznávání
V rozpoznávání slouží PCA jako jedna z tzv. Feature Extraction metod (extrakce rysů).
Používají ji například kriminalisté pro rozpoznávání obličejů.

### Komprese
Jednoduchá komprese barevného nebo multispektrálního obrazu. Využívá vysoké korelace mezi jednotlivými spektrálními kanály a převede
obrázek pomocí PCA na jednu nebo několik málo složek s většinou informace.